# Pietro Paolo Vergerio

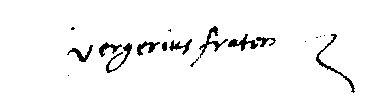
Unterschrift in einem Brief an Heinrich Bullinger

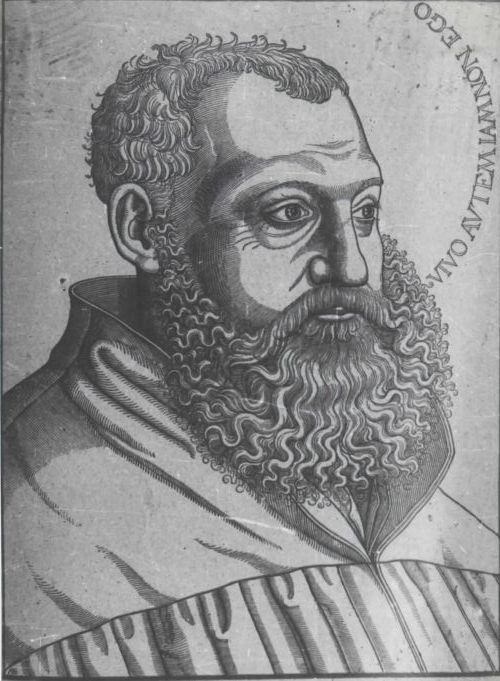
Pietro Paolo Vergerio

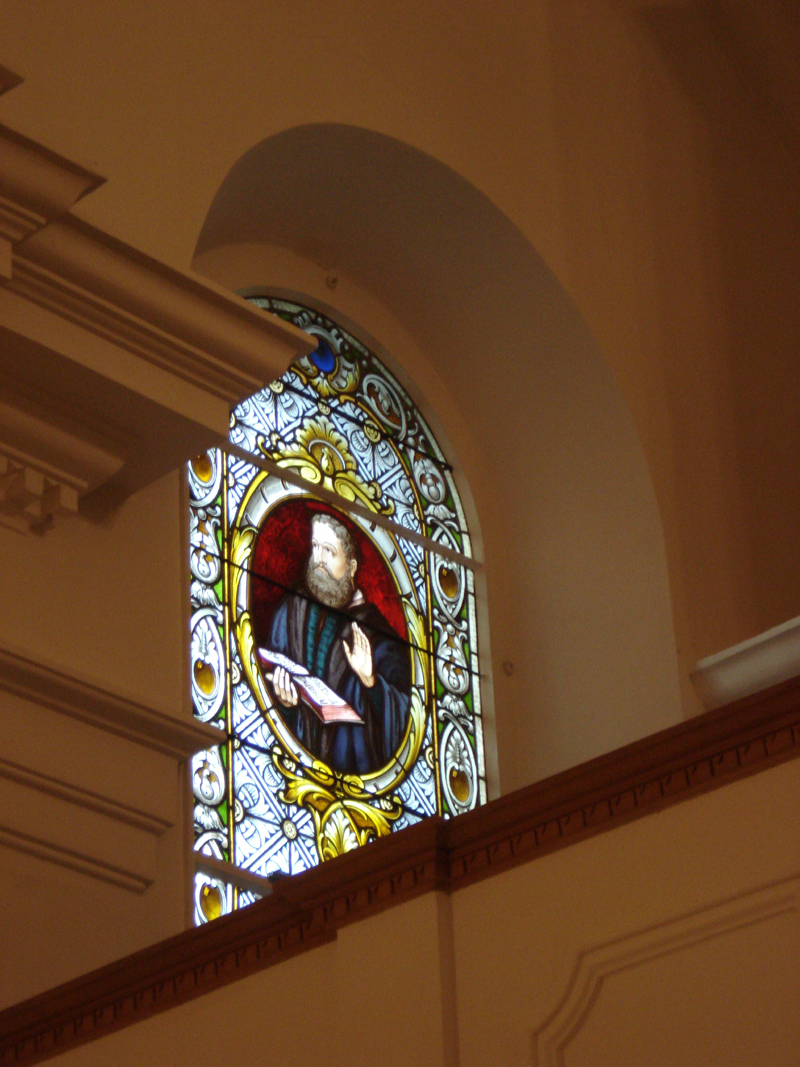
Vergerio in einem Kirchenfenster der reformierten Kirche San Niculò (Pontresina)

Pietro Paolo Vergerio, auch Pier Paolo Vergerio (* 1498 in Capodistria; † 4. Oktober 1565 in Tübingen) war ein italienischer Geistlicher und bis 1549 römisch-katholischer Priester und Bischof in Koper, dann ein lutherischer Theologe, Reformator und Pfarrer im bündnerischen Vicosoprano, Autor, Bibelübersetzer und Diplomat des württembergischen Herzogs Christoph in Tübingen.

## Leben und Wirken
Vergerio wurde im damals zur Republik Venedig gehörenden Ort Capodistria (heute Koper in Slowenien) geboren. In Padua studierte er Jurisprudenz und begleitete 1530 den Legaten Campeggi nach Augsburg. 1533 wurde er Nuntius. Papst Paul III. sandte ihn 1535 abermals nach Deutschland, um die deutschen Fürsten zur Teilnahme an einem Konzil in Mantova zu bewegen.
Dabei lernte er in Wittenberg Martin Luther persönlich kennen. Er studierte, nachdem er in seine Heimat zurückgekehrt war, dessen Schriften, um sie zu widerlegen.
Am 5. Mai 1536 wurde er zum Bischof von Modrus bestimmt. Bereits am 6. September 1536 wurde er Bischof in seiner Geburtsstadt Koper. Nach und nach wurde er ein überzeugter Anhänger des Protestantismus. In seiner Entwicklung, bei der er zunächst die Bibel las, um die reformatorischen Schriften zu widerlegen, und dadurch selbst zu reformatorischem Denken geführt wurde, ähnelte Pietro Paolo Vergerio Giovanni Mollio. Vergerio begann sein Bistum nach den humanistischen und reformatorischen Erkenntnissen neu zu ordnen, indem er Missbräuche im Kult und Korruption in Kirchenämtern zu unterbinden suchte. So schränkte er die weit verbreitete und überbordende Heiligenverehrung ein. 1546 verließ er sein Bistum, nachdem er 1545 an die Inquisition in Venedig gemeldet, der Ketzerei verdächtigt und angeklagt wurde. 1548 erklärte Vergerio schließlich, durch den Widerruf, die nachfolgende Reue und das traurige Ende von Francesco Spiera gewarnt, in einer Schrift seine Übereinstimmung mit der evangelischen Lehre. Er resignierte am 3. Juli 1549 als Bischof von Koper und wurde von der katholischen Kirche exkommuniziert. Im gleichen Jahr war er nach Chiavenna ins tolerantere Bündnerland geflüchtet, wo er vorerst vom Reformator Agostino Mainardi aufgenommen wurde.
1550 nach der Aufnahme in die Bündner Synode wurde er evangelischer Pfarrer von Vicosoprano im bündnerischen Bergell, wo er die Reformation im italienischsprachigen Raum stärkte und etablieren half. Er predigte zudem in vielen Dörfern des Engadins, des Puschlavs und im Veltlin und besuchte unerkannt Norditalien. Er schrieb evangelische Traktate und übersetzte einige deutsche reformatorische Schriften ins Italienische, die ab 1549 bei Dolfino Landolfis Druckerei in Poschiavo verlegt wurden. Er nahm auch Kontakt mit den Reformatoren in Zürich, Basel und Bern auf, besonders hervorzuheben ist der Schriftwechsel mit Heinrich Bullinger.
Bereits 1553 folgte er einem Ruf des württembergischen Herzogs Christoph nach Tübingen, wo er für ihn diplomatische Aufträge übernahm im deutschen Reich, in den Drei Bünden und in Polen. Er schrieb mehrere Schriften gegen das Papsttum und gegen das Tridentinische Konzil. Er half dem slowenischen Reformator Primož Trubar (dt.: Primus Truber) bei dessen Bemühungen um eine Übersetzung des Neuen Testaments in die slowenische Sprache.

## Werke (Auswahl)
Ein Gesamtverzeichnis der Werke Vergerios findet sich in Angelika Hauser: Pietro Paolo Vergerios protestantische Zeit.
- Iurisconsulti de Republica Veneta liber primus (deutsch: Das erste Buch des Rechtskonsuls der Republik Venedig). Tusculanum 1526.
- Ad oratores Principum Germaniae qui Vormatiae convenerund. De unitate, et pace Ecclesiae. Venedig 1541.
- Della afflittione et persecutione fatta sopra quei di CapodiStria all'anno 1548 (deutsch: Von Bedrängnis und Verfolgung, die über die von Koper 1548 kam). Dolfino Landolfi, Poschiavo 1549.
- Istruttione Christiana (deutsch: Christliche Bildung). Landolfi, Poschiavo 1549.
- Oratione de perseguitati et forusciti per lo Evangelio, et per Giesu Christo (deutsch: Gebete der Verfolgten und Vertriebenen für das Evangelium und für Jesus Christus). Landolfi, Poschiavo 1549.
- Le otto difesioni del Vergorio vescovo di Capodistria (deutsch: Die acht Verteidigungen von Vergerio, Bischof von Koper). Basel 1550.
- Dodici trattatellio di M. Pietro Paulo Vergerio Vesvoco di Capodistria, fatti poco avanti il suo partire d'Italia (deutsch: Zwölf Traktate von M. Peter Paul Vergerio Bischof von Koper, verfasst kurz vor seinem Weggang aus Italien). Basel 1550.
- Epistola del Vergerio, nella quale sone descritte molte cose della Cità, et della Chiesa di Geneva (deutsch: Epistel von Vergerio, in der viele Dinge der Stadt und der Kirche von Genf beschrieben sind). Genf 1550.
- La historia di M. Francesco Spiera, il quale per havere in varii modi negata la conosciuta verità dell'Evangelio, casco in una misera desperatione (deutsch: Die Geschichte von M. Francesco Spiera, der auf verschiedene Weise die bekannte Wahrheit des Evangeliums negierte, umgeben von einer schlimmen Verzweiflung). Basel 1551.
- Historia di Papa Giovanni VIII, che fu femmina. Tübingen 1556.
  - Des Babsts Kindtbett: Ein warhaffte und gruntliche Histori von Babst Hansen, dises Namens dem Achten, wölcher ein Weib und Zauberin gewesen ist. Tübingen 1558.
- Retrattatione del Vergerio. Tübingen 1556.
  - Widerruff Petri Pauli Vergerij. Welcher in zeit er zu Capodistria Bischof gewesen zweymal in das Teütsch land von dem Bapst ist gesandt worden. Tübingen 1558.